# Campionat de la RDA de motocròs
El Campionat de la RDA de motocròs (en alemany: DDR Motocross-Meisterschaft) fou la màxima competició de motocròs que es disputà a l'antiga República Democràtica Alemanya. La primera edició del campionat es va celebrar el 1956 (només quatre anys després que s'instaurés el Campionat d'Alemanya a la veïna RFA) i la darrera el 1990, l'any de la reunificació alemanya.

## Llista de guanyadors
Fonts:
| Any  | 500 cc           | 500 cc               | 250 cc             | 250 cc                     | 125 cc             | 125 cc              |
| Any  | Campió           | Club                 | Campió             | Club                       | Campió             | Club                |
| ---- | ---------------- | -------------------- | ------------------ | -------------------------- | ------------------ | ------------------- |
| 1956 | -                | -                    | Walter Knoch       | Sportabteilung Simson Suhl | Ernst Wolff        | MC Luckau           |
| 1957 | -                | -                    | Hans Zander        | Berlin                     | Ernst Wolff        | MC Luckau           |
| 1958 | -                | -                    | Karl Nier          | Sportabteilung Simson Suhl | Dieter Laumann     | Schwerin            |
| 1959 | -                | -                    | Karl Nier          | Sportabteilung Simson Suhl | Joachim Teubner    | Halle/Saale         |
| 1960 | -                | -                    | Ernst Wolff        | MC Luckau                  | Joachim Teubner    | Halle/Saale         |
| 1961 | -                | -                    | Ernst Wolff        | MC Luckau                  | Joachim Teubner    | MC Dynamo Magdeburg |
| 1962 | -                | -                    | Paul Friedrichs    | MC Dynamo Erfurt           | Joachim Teubner    | MC Dynamo Magdeburg |
| 1963 | Joachim Helmhold | MC Dynamo Erfurt     | Fred Willamowski   | ASK Vorwärts Leipzig       | Manfred Lehmann    | MC Luckau           |
| 1964 | Dieter Kley      | ASK Vorwärts Leipzig | Joachim Helmhold   | MC Dynamo Erfurt           | Joachim Teubner    | MC Dynamo Magdeburg |
| 1965 | Paul Friedrichs  | MC Dynamo Erfurt     | Paul Friedrichs    | MC Dynamo Erfurt           | Heinz Teubner      | MC Dynamo Magdeburg |
| 1966 | Paul Friedrichs  | MC Dynamo Erfurt     | Dieter Kley        | ASK Vorwärts Leipzig       | Heinz Teubner      | MC Dynamo Magdeburg |
| 1967 | Paul Friedrichs  | MC Dynamo Erfurt     | Paul Friedrichs    | MC Dynamo Erfurt           | Heinz Teubner      | MC Dynamo Magdeburg |
| 1968 | Paul Friedrichs  | MC Dynamo Erfurt     | Paul Friedrichs    | MC Dynamo Erfurt           | Heinz Teubner      | MC Dynamo Magdeburg |
| 1969 | Paul Friedrichs  | MC Dynamo Erfurt     | Paul Friedrichs    | MC Dynamo Erfurt           | Heiner Wirth       | MC Bannewitz        |
| 1970 | Paul Friedrichs  | MC Dynamo Erfurt     | Paul Friedrichs    | MC Dynamo Erfurt           | Jörn-Uwe Sternberg | Dynamo Gadebusch    |
| 1971 | Paul Friedrichs  | MC Dynamo Erfurt     | Paul Friedrichs    | MC Dynamo Erfurt           | Klaus Martin       | MC Kali Merkers     |
| 1972 | Paul Friedrichs  | MC Dynamo Erfurt     | Paul Friedrichs    | MC Dynamo Erfurt           | Claus-Peter Helbig | MC Kali Merkers     |
| 1973 | Heinz Hoppe      | MC Dynamo Schwerin   | Heinz Hoppe        | MC Dynamo Erfurt           | Reinhard Fischer   | MC Dynymo Erfurt    |
| 1974 | Manfred Stein    | MC Kali Merkers      | Manfred Stein      | MC Kali Merkers            | Claus-Peter Helbig | MC BKK Lauchhammer  |
| 1975 | Manfred Stein    | MC Kali Merkers      | Manfred Stein      | MC Kali Merkers            | Manfred Stein      | MC Kali Merkers     |
| 1976 | Heinz Hoppe      | MC BKK Lauchhammer   | Helmut Schadenberg | MC Dynamo Magdeburg        | Helmut Schadenberg | MC Dynamo Magdeburg |
| 1977 | Heinz Hoppe      | MC BKK Lauchhammer   | Helmut Schadenberg | MC Dynamo Magdeburg        | Helmut Schadenberg | MC Dynamo Magdeburg |
| 1978 | Manfred Stein    | MC Kali Merkers      | Helmut Schadenberg | MC Dynamo Magdeburg        | Rainer Fischer     | MC BKK Lauchhammer  |
| 1979 | Heinz Hoppe      | MC Kali Merkers      | Heinz Hoppe        | MC Kali Merkers            | Claus-Peter Helbig | MC BKK Lauchhammer  |
| 1980 | Heinz Hoppe      | MC Kali Merkers      | Heinz Hoppe        | MC Kali Merkers            | Helmut Schadenberg | MC Dynamo Magdeburg |
| 1981 | Heinz Hoppe      | MC Kali Merkers      | Heinz Hoppe        | MC Kali Merkers            | Norbert Müller     | MC Kali Merkers     |
| 1982 | Heinz Hoppe      | MC Kali Merkers      | Heinz Hoppe        | MC Kali Merkers            | Klaus Hünecke      | MC Kali Merkers     |
| 1983 | Torsten Wolff    | MC Drehna            | Klaus Hünecke      | MC Kali Merkers            | Egbert Böhme       | MC Lok Halle        |
| 1984 | Falk Rudolph     | MC Kali Merkers      | Norbert Müller     | MC Kali Merkers            | Klaus Hünecke      | MC Kali Merkers     |
| 1985 | Torsten Wolff    | MC Drehna            | Falk Rudolph       | MC Kali Merkers            | Norbert Müller     | MC Kali Merkers     |
| 1986 | Torsten Wolff    | MC Drehna            | Norbert Müller     | MC Kali Merkers            | Klaus Hünecke      | MC Kali Merkers     |
| 1987 | Norbert Müller   | MC Kali Merkers      | Uwe Martin         | MC Kali Merkers            | Norbert Müller     | MC Kali Merkers     |
| 1988 | Norbert Müller   | MC Kali Merkers      | Falk Rudolph       | MC Kali Merkers            | Norbert Müller     | MC Kali Merkers     |
| 1989 | Rainer Köthe     | MC Dynamo Erfurt     | Falk Rudolph       | MC Kali Merkers            | Andreas Müller     | MC Dynamo Efurt     |
| 1990 | Peter Wolf       | MC Tiefbau Schwedt   | Peter Wolf         | MC Tiefbau Schwedt         | Torsten Wolff      | MC Drehna           |

#### Categories discontinuades
| Any  | 350 cc           | 350 cc                     | 175 cc           | 175 cc              |
| Any  | Campió           | Club                       | Campió           | Club                |
| ---- | ---------------- | -------------------------- | ---------------- | ------------------- |
| 1956 | Horst Kuska      | Kyritz                     | Christian Haase  | Berlin-Treptow      |
| 1957 | Walter Knoch     | Sportabteilung Simson Suhl | Ernst Wolff      | MC Luckau           |
| 1958 | Karl Nier        | Sportabteilung Simson Suhl | Ernst Wolff      | MC Luckau           |
| 1959 | Walter Heubach   | Sportabteilung Simson Suhl | Ernst Wolff      | MC Luckau           |
| 1960 | Fred Willamowski | ASK Vorwärts Berlin        | Ernst Wolff      | MC Luckau           |
| 1961 | Fred Willamowski | ASK Vorwärts Berlin        | Peter Martens    | Dynamo Erfurt       |
| 1962 | Paul Friedrichs  | MC Dynamo Erfurt           | Werner Sikorski  | MC Luckau           |
| 1963 | Fred Willamowski | ASK Vorwärts Leipzig       | Paul Friedrichs  | MC Dynamo Erfurt    |
| 1964 | Fred Willamowski | ASK Vorwärts Leipzig       | Paul Friedrichs  | MC Dynamo Erfurt    |
| 1965 | -                | -                          | Udo von Glowacki | MC Dynamo Erfurt    |
| 1966 | -                | -                          | Dieter Müller    | MC Dynamo Erfurt    |
| 1967 | -                | -                          | Ernst Wolff      | MC Luckau           |
| 1968 | -                | -                          | Dieter Kley      | ASK Vorwärts Königs |

### Categories especials
| Any  | 250 cc Especial | 250 cc Especial | 125 cc Especial | 125 cc Especial    |
| Any  | Campió          | Club            | Campió          | Club               |
| ---- | --------------- | --------------- | --------------- | ------------------ |
| 1987 | Falk Rudolph    | MC Kali Merkers | Uwe Martin      | MC Kali Merkers    |
| 1988 | Falk Rudolph    | MC Kali Merkers | Falk Rudolph    | MC Kali Merkers    |
| 1989 | Falk Rudolph    | MC Kali Merkers | Falk Rudolph    | MC Kali Merkers    |
| 1990 | Torsten Wolff   | MC Drehna       | Peter Wolf      | MC Tiefbau Schwedt |

## Estadístiques

### Campions amb més de 3 títols
| Pilot              | Títols | Categories                                 |
| ------------------ | ------ | ------------------------------------------ |
| Paul Friedrichs    | 19     | 8 x 500cc, 1 x 350cc, 8 x 250cc, 2 x 175cc |
| Heinz Hoppe        | 12     | 7 x 500cc, 5 x 250cc                       |
| Falk Rudolph       | 9      | 1 x 500cc, 6 x 250cc, 2 x 125cc            |
| Ernst Wolff        | 9      | 2 x 250cc, 5 x 175cc, 2 x 125cc            |
| Norbert Müller     | 8      | 2 x 500cc, 2 x 250cc, 4 x 125cc            |
| Manfred Stein      | 6      | 3 x 500cc, 2 x 250cc, 1 x 125cc            |
| Helmut Schadenberg | 6      | 3 x 250cc, 3 x 125cc                       |
| Torsten Wolff      | 5      | 3 x 500cc, 1 x 250cc, 1 x 125cc            |
| Fred Willamowski   | 5      | 4 x 350cc, 1 x 250cc                       |
| Joachim Teubner    | 5      | 5 x 125cc                                  |
| Klaus Hünecke      | 4      | 1 x 250cc, 3 x 125cc                       |
| Heinz Teubner      | 4      | 4 x 125cc                                  |